# ポムゲ駅
ポムゲ駅（ポムゲえき）は大韓民国京畿道安養市東安区虎渓洞にある、韓国鉄道公社（KORAIL）果川線の駅。駅番号は(442)。
ポムゲは当駅が立地する虎渓洞（ホゲドン）の朝鮮語の固有語名「虎渓/범계」である。

## 駅構造
相対式ホーム2面2線を有する地下駅。改札口は上下ホーム別々に設置されており、改札内でのホーム間の移動はできない。
出入口は1番から8番までと4-1番の合計9ヵ所ある。

### のりば
| 1 | ●果川線 | 舎堂・ソウル駅・東大門・タンゴゲ方面 |
| 2 | ●果川線 | 衿井・中央・安山・烏耳島方面         |

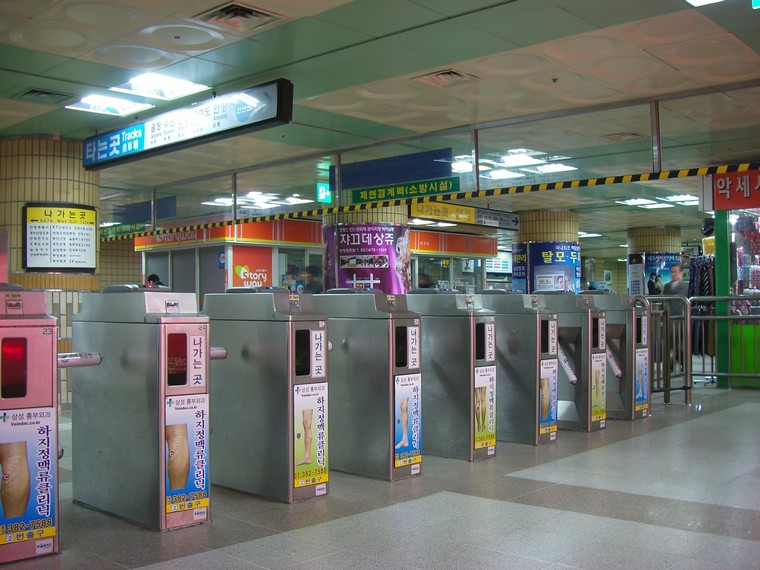
改札口（2008年撮影）
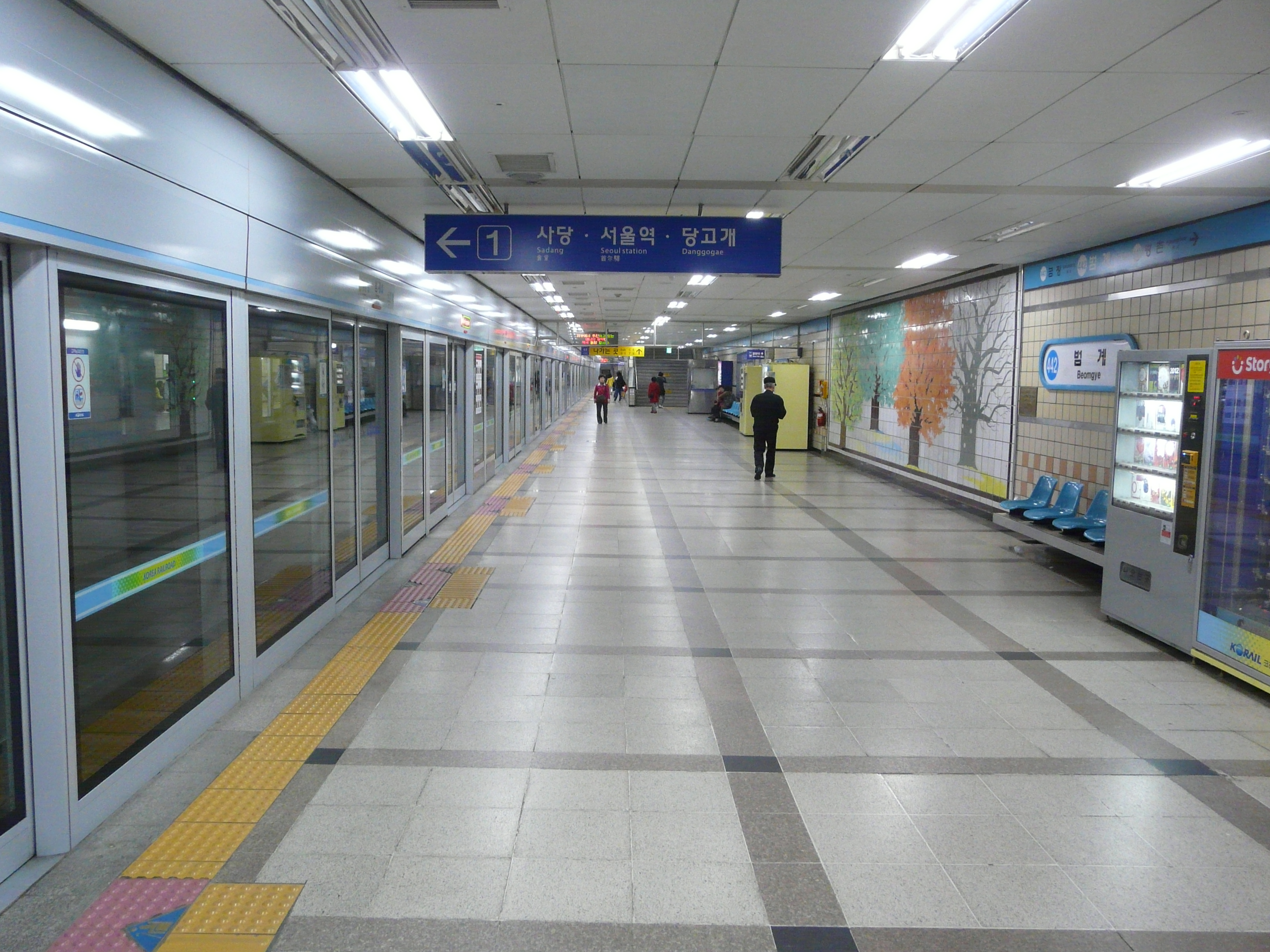
ホーム（2013年撮影）
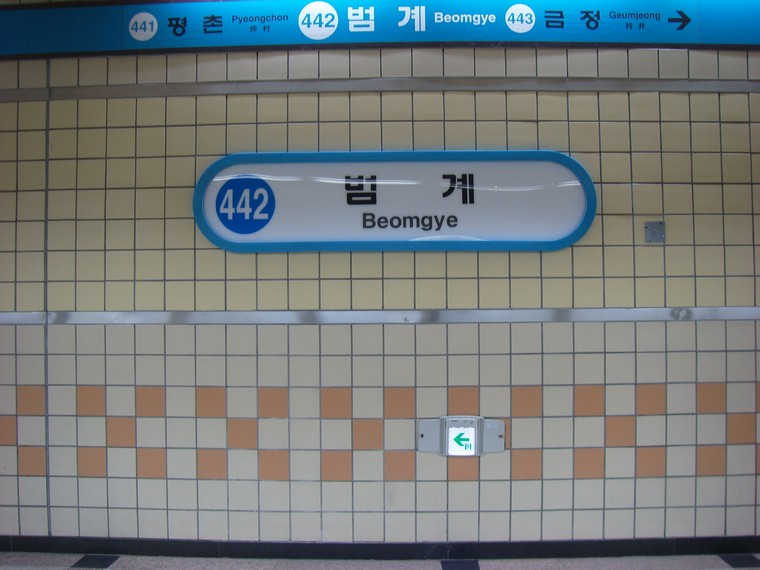
駅名標（2008年撮影）

## 利用状況
近年の一日平均乗車人員推移は下記の通り。
| 路線    | 乗車人員 | 乗車人員 | 乗車人員 | 乗車人員 | 乗車人員 | 乗車人員 | 乗車人員 | 乗車人員 | 乗車人員 | 乗車人員 | 注 釈 |
| 路線    | 2000年   | 2001年   | 2002年   | 2003年   | 2004年   | 2005年   | 2006年   | 2007年   | 2008年   | 2009年   | 注 釈 |
| ------- | -------- | -------- | -------- | -------- | -------- | -------- | -------- | -------- | -------- | -------- | ----- |
| ●果川線 | 22315    | 26758    | 29888    | 30790    | 24963    | 25292    | 25190    | 25452    | 26925    | 27086    | [ 1 ] |

## 駅周辺
詳細は「坪村新都市」を参照
- ニューコアアウトレット（朝鮮語版） 坪村店
- 東安保健所
- 東安区庁
- 東安女性会館
- ロッテ百貨店坪村店
- ロッテシネマ坪村店
- ポムゲ市外バス停留場
- 復興高等学校
- 復興中学校
- ポムゲ洞住民センター
- ポムゲ初等学校
- ポムゲ中学校
- 坪村高等学校
- 安養東安警察署
- 安養市報勲会館
- 安養市東安性少年修練館
- 安養郵便局
- NC百貨店（朝鮮語版） 坪村店
- 永豊文庫
- KT 安養支社
- 坪村高等学校（朝鮮語版）
- 坪村一番街
- 虎渓図書館
- ホームプラス 坪村店

## 歴史
- 1993年1月15日 - 開業。
- 2011年6月1日 - ホームドア稼働開始。

## 隣の駅
韓国鉄道公社
●果川線 　　
坪村駅 (441) - ポムゲ駅 (442) - 衿井駅 (443)